# VfL Wolfsburg (Frauenfußball)
Die Frauenfußballabteilung des VfL Wolfsburg ist Teil der VfL Wolfsburg-Fußball GmbH, einem Fußballunternehmen aus Wolfsburg. Die Gesellschaft wurde am 23. Mai 2001 gegründet. Die Frauenfußballabteilung besteht seit dem 1. Juli 2003. Die erste Mannschaft spielt in der Bundesliga. In der Saison 2012/13 gewann sie das Triple aus Deutscher Meisterschaft, DFB-Pokal und Champions League.

## Geschichte
1973 gründete der VfR Eintracht Wolfsburg eine Frauenfußballabteilung. Der größte Erfolg dieser Mannschaft war der Einzug in das Pokalfinale 1984, das mit 0:2 gegen die SSG 09 Bergisch Gladbach verloren wurde. 1990 gehörte der VfR Eintracht zu den Gründungsmitgliedern der Bundesliga und spielte in den folgenden Jahren in der Staffel Nord. 1997 wurde die Qualifikation zur eingleisigen Bundesliga verpasst. Da der Verein vor dem Konkurs stand, wechselten die Fußballerinnen zum Wendschotter SV und traten als WSV Wolfsburg in der Regionalliga an. Mit 21 Siegen und nur einer Niederlage sowie einem überragenden Torverhältnis von 121:1 – das einzige Gegentor bedeutete zugleich die einzige Saisonniederlage – wurde die Mannschaft bereits in der ersten Saison überlegen Meister der Nord-Staffel und setzte sich schließlich auch souverän in der Aufstiegsrunde zur Bundesliga durch.
2003 wechselte die Abteilung geschlossen zum VfL Wolfsburg. Im Jahre 2005 musste die Mannschaft als Tabellenletzter den Gang in die 2. Bundesliga Nord antreten. Der sofortige Wiederaufstieg wurde geschafft – nicht zuletzt dank Martina Müller, die mit 36 Saisontoren einen bis heute gültigen Ligarekord aufstellte.
In der Saison 2012/13 erreichte der VfL Wolfsburg ein Triple – die Mannschaft gewann die deutsche Meisterschaft, den DFB-Pokal (nach einem 3:2-Sieg im Finale gegen 1. FFC Turbine Potsdam) sowie die UEFA Women’s Champions League (durch ein 1:0 gegen Vorjahressieger Olympique Lyon).
Eine Saison später (2013/14) verteidigte der VfL als erste deutsche Mannschaft seinen Champions-League-Titel (durch ein 4:3 im Finale gegen Tyresö FF). Auch die Meisterschaft konnte verteidigt werden. In derselben Saison wurden mit insgesamt 32.261 Zuschauern sowie durchschnittlich 2933 Zuschauern pro Spiel zwei neue Liga-Bestmarken erreicht. Auch das entscheidende Spiel um die deutsche Meisterschaft am letzten Spieltag gegen den 1. FFC Frankfurt war mit 12.464 Zuschauern das bestbesuchte Spiel der Geschichte der Liga.
Am 1. Mai 2015 gewann der VfL zum zweiten Mal den DFB-Pokal. Im Endspiel besiegte man den 1. FFC Turbine Potsdam mit 3:0. Diesen Erfolg wiederholte man im darauf folgenden Jahr mit einem 2:1-Sieg gegen den SC Sand. Mit demselben Ergebnis gegen denselben Finalgegner gelang den Frauen 2017 das Double, wobei die Saison jedoch mit einem Missklang endete, da der Frauenmannschaft von der Vereinsführung wegen der prekären Lage der Bundesliga-Herren, die sich gleichzeitig in der Relegation befanden, der traditionelle Empfang im Rathaus verweigert wurde.
Zum Saisonende 2016/17 trat Ralf Kellermann vom Traineramt zurück, um neuer Sportdirektor des Vereins zu werden. Sein Nachfolger war der bisherige Co-Trainer Stephan Lerch. Mit Ablauf seines Vertrages zum 30. Juni 2021 verließ Lerch den VfL Wolfsburg; an seiner Stelle übernahm Tommy Stroot den Trainerposten.
In der Saison 2022/23 gewann der VfL seinen insgesamt zehnten DFB-Pokal-Titel und schlug im Finale den SC Freiburg mit 4:1. In der Bundesliga und in der Champions League wurde der Verein jeweils Zweiter. Mit zwei Punkten Vorsprung gewann der FC Bayern München die Meisterschaft. Das Finale der Champions League verloren die "Wölfinnen" gegen den FC Barcelona 2:3.

## Spielort
Austragungsstätte der Heimspiele war bis Ende 2014 das VfL-Stadion am Elsterweg. Seit 2015 ist das AOK Stadion die neue Spielstätte der „Wölfinnen“.

## Reservemannschaften und Nachwuchs
Neben der Bundesligamannschaft gibt es zwei weitere Frauenmannschaften. Die zweite Frauenmannschaft spielt mit einer kurzen Unterbrechung zur Saison 2024/25 seit 2013 in der 2. Bundesliga. Im Nachwuchsbereich hat der VfL zwei Mädchenmannschaften, die beide in Jungenligen der jeweils nächstjüngeren Altersstufe antreten.

## Sonstiges
Im Juni 2023 gab der Streamingdienst DAZN bekannt, eine 60-minütige Doku namens Wölfinnen – Die Jagd nach dem Triple produziert zu haben, welche über die DAZN-App sowie über den linearen Frauensportsender DAZN RISE abrufbar ist.

## Erfolge

### Titel
- UEFA Women’s Champions League Sieger (2): 2013, 2014
- Deutscher Meister (7): 2013, 2014, 2017, 2018, 2019, 2020, 2022
- DFB-Pokalsieger (11): 2013, 2015, 2016, 2017, 2018, 2019, 2020, 2021, 2022, 2023, 2024

### Weitere Erfolge
- Finalist in der UEFA Women’s Champions League (4): 2016, 2018, 2020, 2023
- Deutscher Vizemeister (6): 2012, 2015, 2016, 2021, 2023, 2024
- Finalist im DFB-Pokal (1): 1984 (als VfR Eintracht Wolfsburg)
- Finalist im DFB-Supercup (1): 2024
- Finalist im DFB-Hallenpokal (2): 2013, 2015

## Kader der Saison 2025/26
Stand: 31. Juli 2025
(Sortierung nach Trikotnummer)
| 01 | Stina Johannes        | Deutschland |
| 12 | Nelly Smolarczyk      | Deutschland |
| 21 | Martina Tufeković     | Deutschland |
| 22 | Christina Schönwetter | Osterreich  |

| 02 | Thea Bjelde       | Norwegen    |
| 03 | Caitlin Dijkstra  | Niederlande |
| 04 | Sophia Kleinherne | Deutschland |
| 15 | Janou Levels      | Niederlande |
| 16 | Camilla Küver     | Deutschland |
| 20 | Guro Bergsvand    | Norwegen    |
| 24 | Joelle Wedemeyer  | Deutschland |
| 33 | Judit Pujols      | Spanien     |
| 35 | Karla Brinkmann   | Deutschland |
| 39 | Sarai Linder      | Deutschland |

| 05 | Ella Peddemors   | Niederlande |
| 06 | Janina Minge     | Deutschland |
| 08 | Lena Lattwein    | Deutschland |
| 10 | Svenja Huth      | Deutschland |
| 13 | Luca Papp        | Ungarn      |
| 14 | Smilla Vallotto  | Schweiz     |
| 18 | Justine Kielland | Norwegen    |

| 07 | Sharn Freier       | Australien  |
| 09 | Lineth Beerensteyn | Niederlande |
| 11 | Alexandra Popp     | Deutschland |
| 19 | Kessya Bussy       | Frankreich  |
| 25 | Vivien Endemann    | Deutschland |
| 28 | Cora Zicai         | Deutschland |

## Bekannte ehemalige Spielerinnen
Deutsche Nationalspielerinnen, die früher beim VfL Wolfsburg bzw. seinen Vorgängern spielten:
- Anna Blässe (27 Länderspiele)
- Britta Carlson (31 Länderspiele)
- Petra Damm (46 Länderspiele)
- Verena Faißt (47 Länderspiele)
- Doris Fitschen (144 Länderspiele)
- Lena Goeßling (106 Länderspiele)
- Stefanie Gottschlich (45 Länderspiele)
- Josephine Henning (42 Länderspiele)
- Nadine Keßler (29 Länderspiele)
- Christel Klinzmann (21 Länderspiele)
- Anja Mittag (158 Länderspiele)
- Claudia Müller (45 Länderspiele)
- Martina Müller (101 Länderspiele)
- Viola Odebrecht (49 Länderspiele)
- Navina Omilade (61 Länderspiele)
- Conny Pohlers (67 Länderspiele)
- Almuth Schult (66 Länderspiele)

Darüber hinaus standen etliche ausländische Nationalspielerinnen in Wolfsburg unter Vertrag:

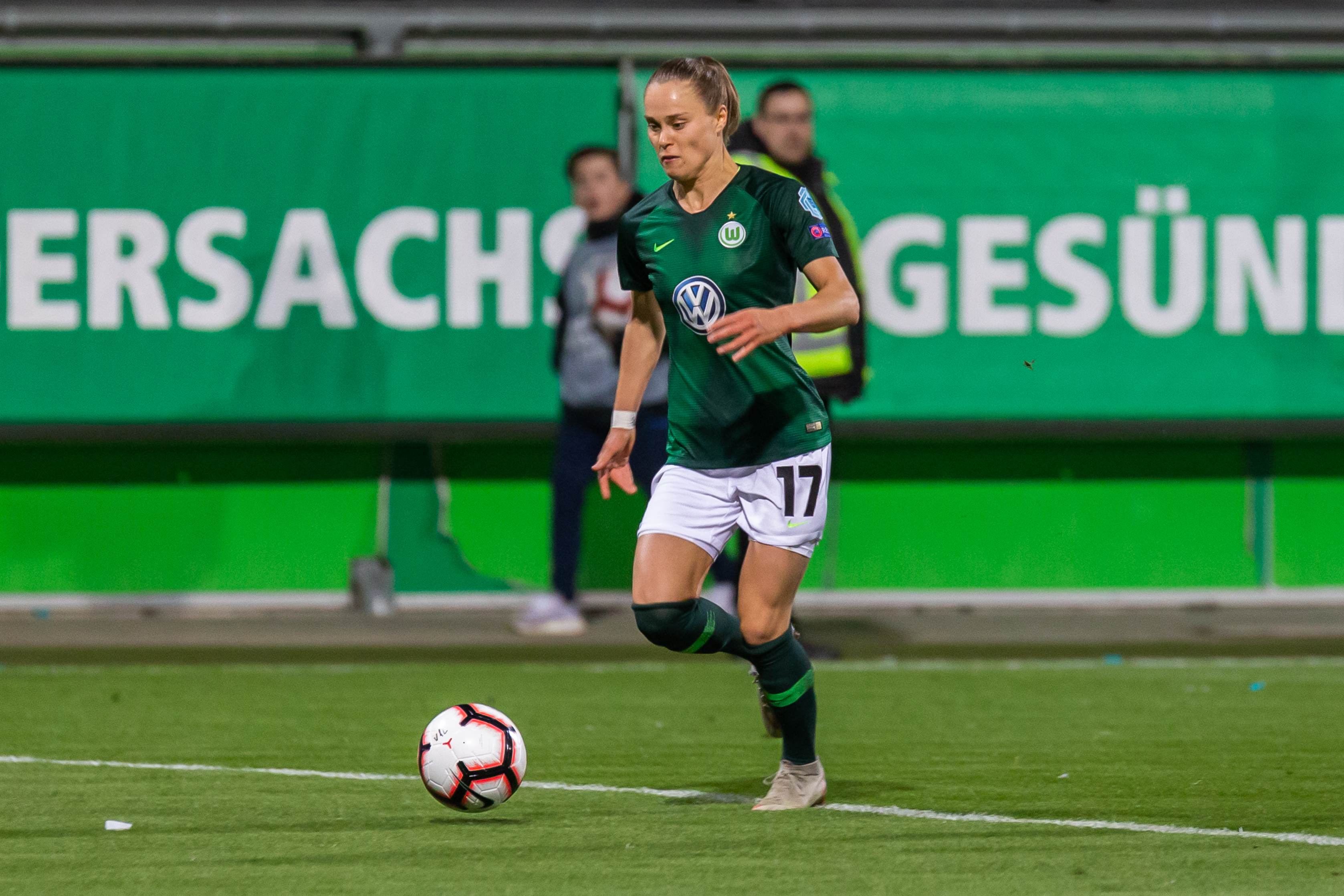
Ewa Pajor im Trikot des VfL Wolfsburg (2019)

- Emily van Egmond
- Tessa Wullaert
- Cristiane
- Pernille Harder
- Sofie Svava
- Mary Earps
- Katri Nokso-Koivisto
- Anna-Kaisa Rantanen
- Élise Bussaglia

- Zsanett Jakabfi
- Sara Björk Gunnarsdottir
- Yūki Ōgimi
- Desire Oparanozie
- Ingrid Syrstad Engen
- Caroline Graham Hansen
- Synne Jensen
- Leni Larsen Kaurin
- Kristine Minde
- Karina Sævik
- Melissa Wiik
- Rebecca Smith
- Cláudia Neto
- Olga Petrowa
- Jovana Damnjanović
- Ramona Bachmann
- Vanessa Bernauer
- Lara Dickenmann
- Noelle Maritz
- Martina Moser
- Nilla Fischer
- Hedvig Lindahl
- Fridolina Rolfö
- Katarzyna Kiedrzynek
- Ewa Pajor

## Statistik

### Saisonbilanzen
| Saison | Liga               | Platz | S  | U | N  | Tore  | Punkte | DFB-Pokal         | Europapokal                           | erfolgreichste Torschützin |
| --- | ------------------ | ----- | -- | - | -- | ----- | ------ | ----------------- | ------------------------------------- | -------------------------- |
| 2003/04 | Bundesliga         | 8.    | 8  | 3 | 11 | 35:55 | 27     | Achtelfinale      | nicht qualifiziert                    | Claudia Müller (16)        |
| 2004/05 | Bundesliga         | 12.   | 5  | 2 | 15 | 26:58 | 17     | Viertelfinale     | nicht qualifiziert                    | Martina Müller (10)        |
| 2005/06 | 2. Bundesliga Nord | 1.    | 17 | 4 | 1  | 80:21 | 55     | Achtelfinale      | nicht qualifiziert                    | Martina Müller (36)        |
| 2006/07 | Bundesliga         | 8.    | 8  | 3 | 11 | 20:49 | 27     | Viertelfinale     | nicht qualifiziert                    | Martina Müller (11)        |
| 2007/08 | Bundesliga         | 6.    | 10 | 4 | 8  | 42:48 | 34     | 2. Runde          | nicht qualifiziert                    | Shelley Thompson (16)      |
| 2008/09 | Bundesliga         | 8.    | 8  | 3 | 11 | 53:48 | 27     | Halbfinale        | nicht qualifiziert                    | Martina Müller (21)        |
| 2009/10 | Bundesliga         | 5.    | 11 | 4 | 7  | 45:40 | 37     | Viertelfinale     | nicht qualifiziert                    | Martina Müller (14)        |
| 2010/11 | Bundesliga         | 7.    | 10 | 2 | 10 | 52:46 | 32     | Achtelfinale      | nicht qualifiziert                    | Martina Müller (20)        |
| 2011/12 | Bundesliga         | 2.    | 17 | 2 | 3  | 62:18 | 53     | Achtelfinale      | nicht qualifiziert                    | Conny Pohlers (20)         |
| 2012/13 | Bundesliga         | 1.    | 17 | 2 | 3  | 71:16 | 53     | Sieger            | Sieger                                | Conny Pohlers (23)         |
| 2013/14 | Bundesliga         | 1.    | 17 | 4 | 1  | 68:16 | 55     | Achtelfinale      | Sieger                                | Martina Müller (16)        |
| 2014/15 | Bundesliga         | 2.    | 17 | 4 | 1  | 67:04 | 55     | Sieger            | Halbfinale                            | Alexandra Popp (13)        |
| 2015/16 | Bundesliga         | 2.    | 15 | 2 | 7  | 56:22 | 47     | Sieger            | Finale                                | Alexandra Popp (6)         |
| 2016/17 | Bundesliga         | 1.    | 17 | 3 | 2  | 56:14 | 54     | Sieger            | Viertelfinale                         | Alexandra Popp (8)         |
| 2017/18 | Bundesliga         | 1.    | 18 | 2 | 2  | 56:08 | 56     | Sieger            | Finale                                | Pernille Harder (17)       |
| 2018/19 | Bundesliga         | 1.    | 19 | 2 | 1  | 94:11 | 59     | Sieger            | Viertelfinale                         | Ewa Pajor (24)             |
| 2019/20 | Bundesliga         | 1.    | 20 | 2 | 0  | 93:08 | 62     | Sieger            | Finale                                | Pernille Harder (27)       |
| 2020/21 | Bundesliga         | 2.    | 19 | 2 | 1  | 71:17 | 59     | Sieger            | Viertelfinale                         | Zsanett Jakabfi (11)       |
| 2021/22 | Bundesliga         | 1.    | 19 | 2 | 1  | 82:16 | 59     | Sieger            | Halbfinale                            | Tabea Sellner (13)         |
| 2022/23 | Bundesliga         | 2.    | 19 | 0 | 3  | 75:17 | 57     | Sieger            | Finale                                | Alexandra Popp (16)        |
| 2023/24 | Bundesliga         | 2.    | 17 | 2 | 3  | 67:19 | 53     | Sieger            | 2. Runde                              | Ewa Pajor (18)             |
| 2024/25 | Bundesliga         | 2.    | 16 | 3 | 3  | 57:18 | 51     | Viertelfinale     | Viertelfinale                         |                            |
| 2025/26 | Bundesliga         |       |    |   |    |       |        | DFB-Pokal 2025/26 | UEFA Women’s Champions League 2025/26 |                            |
| Anmerkung: Grün unterlegte Platzierungen kennzeichnen einen Aufstieg, rot unterlegte Platzierungen einen Abstieg. |                    |       |    |   |    |       |        |                   |                                       |                            |

### Europapokalbilanz
| Saison  | Wettbewerb                    | Runde                  | Gegner                      | Gesamt                | Hin                   | Rück                  |
| ------- | ----------------------------- | ---------------------- | --------------------------- | --------------------- | --------------------- | --------------------- |
| 2012/13 | UEFA Women’s Champions League | Sechzehntelfinale      | RTP Unia Racibórz           | 11:20                 | 5:1 (A)               | 6:1 (H)               |
| 2012/13 | UEFA Women’s Champions League | Achtelfinale           | Røa IL                      | 5:2                   | 4:1 (H)               | 1:1 (A)               |
| 2012/13 | UEFA Women’s Champions League | Viertelfinale          | FK Rossijanka               | 4:1                   | 2:1 (H)               | 2:0 (A)               |
| 2012/13 | UEFA Women’s Champions League | Halbfinale             | Arsenal LFC                 | 4:1                   | 2:0 (A)               | 2:1 (H)               |
| 2012/13 | UEFA Women’s Champions League | Finale                 | Olympique Lyon              | 1:0                   | in London             | in London             |
| 2013/14 | UEFA Women’s Champions League | Sechzehntelfinale      | Pärnu JK                    | 27:00                 | 14:0 (A)              | 13:0 (H)              |
| 2013/14 | UEFA Women’s Champions League | Achtelfinale           | LdB FC Malmö                | 5:2                   | 2:1 (A)               | 3:1 (H)               |
| 2013/14 | UEFA Women’s Champions League | Viertelfinale          | FC Barcelona                | 5:0                   | 3:0 (H)               | 2:0 (A)               |
| 2013/14 | UEFA Women’s Champions League | Halbfinale             | 1. FFC Turbine Potsdam      | 4:2                   | 0:0 (A)               | 4:2 (H)               |
| 2013/14 | UEFA Women’s Champions League | Finale                 | Tyresö FF                   | 4:3                   | in Lissabon           | in Lissabon           |
| 2014/15 | UEFA Women’s Champions League | Sechzehntelfinale      | Stabæk Fotball              | 3:1                   | 1:0 (A)               | 2:1 (H)               |
| 2014/15 | UEFA Women’s Champions League | Achtelfinale           | SV Neulengbach              | 11:00                 | 4:0 (H)               | 7:0 (A)               |
| 2014/15 | UEFA Women’s Champions League | Viertelfinale          | FC Rosengård                | (a)4:4(a)             | 1:1 (H)               | 3:3 (A)               |
| 2014/15 | UEFA Women’s Champions League | Halbfinale             | Paris Saint-Germain         | 2:3                   | 0:2 (H)               | 2:1 (A)               |
| 2015/16 | UEFA Women’s Champions League | Sechzehntelfinale      | ŽFK Spartak Subotica        | 4:0                   | 0:0 (A)               | 4:0 (H)               |
| 2015/16 | UEFA Women’s Champions League | Achtelfinale           | Chelsea LFC                 | 4:1                   | 2:1 (A)               | 2:0 (H)               |
| 2015/16 | UEFA Women’s Champions League | Viertelfinale          | ACF Brescia                 | 6:0                   | 3:0 (H)               | 3:0 (A)               |
| 2015/16 | UEFA Women’s Champions League | Halbfinale             | 1. FFC Frankfurt            | 4:1                   | 4:0 (H)               | 0:1 (A)               |
| 2015/16 | UEFA Women’s Champions League | Finale                 | Olympique Lyon              | 1:1 n. V. (3:4 i. E.) | in Reggio nell’Emilia | in Reggio nell’Emilia |
| 2016/17 | UEFA Women’s Champions League | Sechzehntelfinale      | Chelsea LFC                 | 4:1                   | 3:0 (A)               | 1:1 (H)               |
| 2016/17 | UEFA Women’s Champions League | Achtelfinale           | Eskilstuna United           | 8:1                   | 5:1 (A)               | 3:0 (H)               |
| 2016/17 | UEFA Women’s Champions League | Viertelfinale          | Olympique Lyon              | 1:2                   | 0:2 (H)               | 1:0 (A)               |
| 2017/18 | UEFA Women’s Champions League | Sechzehntelfinale      | Atlético Madrid             | 15:2                  | 3:0 (A)               | 12:2 (H)              |
| 2017/18 | UEFA Women’s Champions League | Achtelfinale           | AC Florenz                  | 7:3                   | 4:0 (A)               | 3:3 (H)               |
| 2017/18 | UEFA Women’s Champions League | Viertelfinale          | Slavia Prag                 | 6:1                   | 5:0 (H)               | 1:1 (A)               |
| 2017/18 | UEFA Women’s Champions League | Halbfinale             | Chelsea LFC                 | 5:1                   | 3:1 (A)               | 2:0 (H)               |
| 2017/18 | UEFA Women’s Champions League | Finale                 | Olympique Lyon              | 1:4 n. V.             | in Kiew               | in Kiew               |
| 2018/19 | UEFA Women’s Champions League | Sechzehntelfinale      | Þór/KA                      | 3:0                   | 1:0 (A)               | 2:0 (H)               |
| 2018/19 | UEFA Women’s Champions League | Achtelfinale           | Atlético Madrid             | 10:00                 | 4:0 (H)               | 6:0 (A)               |
| 2018/19 | UEFA Women’s Champions League | Viertelfinale          | Olympique Lyon              | 3:6                   | 1:2 (A)               | 2:4 (H)               |
| 2019/20 | UEFA Women’s Champions League | Sechzehntelfinale      | KF Trepça Mitrovica         | 15:0                  | 10:0 (A)              | 5:0 (H)               |
| 2019/20 | UEFA Women’s Champions League | Achtelfinale           | FC Twente Enschede          | 7:0                   | 6:0 (H)               | 1:0 (A)               |
| 2019/20 | UEFA Women’s Champions League | Viertelfinale          | Glasgow City FC             | 9:1                   | in San Sebastián      | in San Sebastián      |
| 2019/20 | UEFA Women’s Champions League | Halbfinale             | FC Barcelona                | 1:0                   | in San Sebastián      | in San Sebastián      |
| 2019/20 | UEFA Women’s Champions League | Finale                 | Olympique Lyon              | 1:3                   | in San Sebastián      | in San Sebastián      |
| 2020/21 | UEFA Women’s Champions League | Sechzehntelfinale      | FK Spartak Subotica         | 7:0                   | 5:0 (A)               | 2:0 (H)               |
| 2020/21 | UEFA Women’s Champions League | Achtelfinale           | Lillestrøm SK Kvinner       | 4:0                   | 2:0 (H)               | 2:0 (A)               |
| 2020/21 | UEFA Women’s Champions League | Viertelfinale          | Chelsea LFC                 | 1:5                   | 1:2 (A)               | 0:3 (H)               |
| 2021/22 | UEFA Women’s Champions League | 2. Qualifikationsrunde | Girondins Bordeaux          | 5:5                   | 3:2 (H)               | 2:3 n. V. (A)         |
| 2021/22 | UEFA Women’s Champions League | Gruppenphase           | Chelsea London              | 7:3                   | 3:3 (A)               | 4:0 (H)               |
| 2021/22 | UEFA Women’s Champions League | Gruppenphase           | Servette FC Chênois Féminin | 8:0                   | 5:0 (H)               | 3:0 (A)               |
| 2021/22 | UEFA Women’s Champions League | Gruppenphase           | Juventus Turin              | 2:4                   | 2:2 (A)               | 0:2 (H)               |
| 2021/22 | UEFA Women’s Champions League | Viertelfinale          | Arsenal Women FC            | 3:1                   | 1:1 (H)               | 2:0 (A)               |
| 2021/22 | UEFA Women’s Champions League | Halbfinale             | FC Barcelona                | 3:5                   | 1:5 (A)               | 2:0 (H)               |
| 2022/23 | UEFA Women’s Champions League | Gruppenphase           | SKN St. Pölten              | 12:2                  | 4:0 (H)               | 8:2 (A)               |
| 2022/23 | UEFA Women’s Champions League | Gruppenphase           | Slavia Prag                 | 2:0                   | 2:0 (A)               | 0:0 (H)               |
| 2022/23 | UEFA Women’s Champions League | Gruppenphase           | AS Rom                      | 5:3                   | 1:1 (A)               | 4:2 (H)               |
| 2022/23 | UEFA Women’s Champions League | Viertelfinale          | Paris Saint-Germain         | 2:1                   | 1:0 (A)               | 1:1 (H)               |
| 2022/23 | UEFA Women’s Champions League | Halbfinale             | Arsenal Women FC            | 5:4                   | 2:2 (H)               | 3:2 n. V. (A)         |
| 2022/23 | UEFA Women’s Champions League | Finale                 | FC Barcelona                | 2:3                   | in Eindhoven          | in Eindhoven          |
| 2023/24 | UEFA Women’s Champions League | 2. Qualifikationsrunde | Paris FC                    | 3:5                   | 3:3 (A)               | 0:2 (H)               |
| 2024/25 | UEFA Women’s Champions League | 2. Qualifikationsrunde | AC Florenz                  | 12:0                  | 7:0 (A)               | 5:0 (H)               |
| 2024/25 | UEFA Women’s Champions League | Gruppenphase           | AS Roma                     | 6:2                   | 0:1 (A)               | 6:1 (H)               |
| 2024/25 | UEFA Women’s Champions League | Gruppenphase           | Olympique Lyon              | 0:3                   | 0:2 (H)               | 0:1 (A)               |
| 2024/25 | UEFA Women’s Champions League | Gruppenphase           | Galatasaray Istanbul        | 10:0                  | 5:0 (A)               | 5:0 (H)               |

Gesamtbilanz: 100 Spiele, 66 Siege, 17 Unentschieden, 17 Niederlagen, 299:83 Tore (Tordifferenz +216)